# Воломін
Воло́мін (пол. Wołomin) — місто в центрально-східній Польщі, 20 км від центру Варшави.
Адміністративний центр Воломінського повіту Мазовецького воєводства.

## Відомі люди
- Барон Адам Кароль Гейдель, помер у місті[3]
- Анджей Поппе
- Вацлав Налковський

## Демографія
Демографічна структура станом на 31 березня 2011 року:
|          | Загалом | Допрацездатний вік | Працездатний вік | Постпрацездатний вік |
| -------- | ------- | ------------------ | ---------------- | -------------------- |
| Чоловіки | 17628   | 3575               | 12243            | 1810                 |
| Жінки    | 19769   | 3406               | 11907            | 4456                 |
| Разом    | 37397   | 6981               | 24150            | 6266                 |